# دار القصبة للنشر والتوزيع
دار القصبة هي دار نشر جزائرية، تعتبر من بين أقدم دور النشر الجزائرية الخاصّة بعد الإستقلال و أكبرها و أكثرها نشاطا و إنتاجا و انتقاء للمواضيع وللمؤلف وأكثرها شراء لحقوق النشر.

## سياسة الدار
إنتاجات دار القصبة موجهة بشكل كبير للقارئ الجزائري، و رغم أن الجرائد العربية هي الجرائد الأكثر مقروئية في الجزائر إلا أن مدير دار القصبة أكد أن الكتب الفرنسية تمثل النسبة الكبيرة من حيث المبيعات. لذلك السبب تعنى دار القصبة بالنسخ الفرنسية أكثر من غيرها.

## نزاعها القانوني مع دار المعرفة
سنة 2011 قامت دار القصبة بمتابعة دار المعرفة قضائياً بتهمة تقليد كتاب تاريخي و بيع ألف نسخة منه. الكتاب حمل عنوان الحركة الثورية في الجزائر من الحرب العالمية الأولى إلى الثورة المسلحة، كانت قد أصدرته دار القصبة في وقت سابق وفق عقد تنازل المؤلف.
متابعة دار المعرفة جاءت بعد العثور على الكتاب في السوق طبق الأصل للكتاب الصادر عن دار القصبة يحمل اسم الناشر دار المعرفة بسنة صدور 2007 وهي التّهمة التي لم يتهرب منها المتهم أمام محكمة باب الوادي، و أكد أنه تعاقد مع مؤلف الكتاب كونه فسخ العقد المبرم بينه و بين دار القصبة. و لم تستطع المحكمة إستدعاء المؤلف كونه نائب بمجلس الأمة و يتمتع بالحصانة البرلمانية.
التمس وكيل الجمهورية في حق مدير دار المعرفة للنشر عقوبة عام حبسا نافذا و مليون دينار جزائري غرامة مالية نافذة مع مصادرة الكتاب، و لم تنطق المحكمة بالمحكم لحد اليوم لأنها تعتبر حضور المؤلف ضروري.